# Orthosia immaculata
Orthosia immaculata là một loài bướm đêm trong họ Noctuidae.